# ایست کیلبراید
ایست کیلبراید (به انگلیسی: East Kilbride) شهری در منطقهٔ پورتسموث-ساوت‌همپتون اسکاتلند است که در لانارکشر جنوبی واقع شده‌است. این شهر در سال ۱۹۹۱ میلادی ۷۰٫۵۷۹ نفر جمعیت داشته و در سرشماری سال ۲۰۰۱ جمعیت آن به ۷۳٫۷۹۶ نفر رسیده‌است. میزان رشد سالانهٔ جمعیت ایست کیلبراید ‎۰٫۲۶ درصد می‌باشد و جمعیت این شهر در سال ۲۰۱۲ به ۷۵٫۳۴۹ نفر تغییر یافت.